# Esisuisse

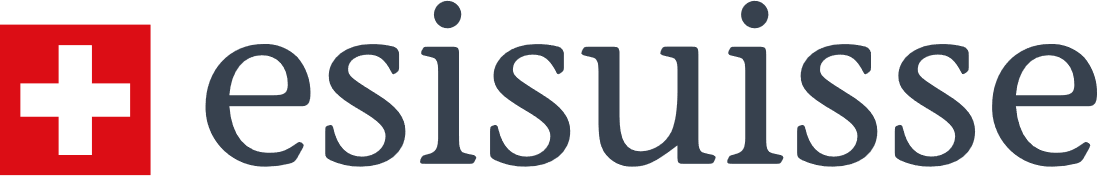

Der Verein Esisuisse (Eigenschreibweise: esisuisse) wurde im Jahr 2005 in Basel als Einlagensicherung der Schweizer Banken und Effektenhändler gegründet, um im Fall der Zwangsliquidation eines Finanzinstituts die gesetzlich verankerten Maßnahmen zur Selbstregulierung umzusetzen. Seit 2012 tritt der Verein unter dem Namen esisuisse auf.

## Gesetzlicher Auftrag
Esisuisse soll die in 37h BankG vorgeschriebene Absicherung von Kundenvermögen bei den Finanzinstituten der Schweiz gewährleisten. Im Fall eines Konkurses nutzt der Liquidator die verbleibende Liquidität der geschlossenen Bank zur Auszahlung der gesicherten Bankguthaben an die betroffenen Bankkunden. Reicht die Liquidität nicht aus, zieht esisuisse bei allen Mitgliedern (alle Banken und kontoführende Wertpapierhäuser) innerhalb von fünf Tagen die geforderten Beträge per Lastschriftverfahren ein, insgesamt bis zu 1,6 % des Totals der gesicherten Bankguthaben, das entspricht rund 8 Milliarden Schweizer Franken (Stand 1. Januar 2023). Esisuisse stellt dann spätestens innert 7 Arbeitstagen dem Liquidator die notwendige Summe zur Verfügung. So erhalten die Kunden bis zu 100‘000 Franken ihrer Bankguthaben ausbezahlt.

## Solidarisches System
Das Bankengesetz schreibt allen schweizerischen Geschäftsstellen von Banken und Kontoführenden Wertpapierhäusern vor, sich zur Sicherung der privilegierten Einlagen der Selbstregulierung anzuschließen. Trägerin dieser Selbstregulierung ist esisuisse. Wird gegenüber einer Bank oder einem Kontoführenden Wertpapierhaus die Konkursliquidation angeordnet, stellen die anderen Mitglieder von esisuisse (alle Banken und Kontoführende Wertpapierhäuser mit Geschäftsstellen in der Schweiz) umgehend die benötigten Gelder bereit. Das solidarische System soll sicherstellen, dass die Kunden des zahlungsunfähigen Instituts ihre gesicherten Einlagen ausbezahlt erhalten. Die esisuisse-Mitglieder erhalten ihre Beiträge später im Laufe der Liquidation des Instituts zurückerstattet.

## Konkurs eines Mitglieds
Besteht begründete Besorgnis, dass eine Bank oder ein Kontoführendes Wertpapierhaus überschuldet ist oder ernsthafte Liquiditätsprobleme hat, oder erfüllt diese die Eigenmittelvorschriften nach Ablauf einer von der FINMA festgesetzten Frist nicht, kann die FINMA namentlich die Konkursliquidation anordnen und dem konkursiten Institut die Bewilligung entziehen. Dabei wird ein Kollokationsplan erstellt, der alle Forderungen der Gläubiger auflistet. Die Forderungen werden in drei Konkursklassen eingeteilt. Sie definieren, welche Gläubiger bei der Liquidation zuerst berücksichtigt werden, welche in zweiter und in dritter Priorität. Zur ersten Konkursklasse gehören zum Beispiel die Mitarbeiter, die ihren Lohn noch nicht erhalten haben. Die zweite Konkursklasse umfasst unter anderem alle privilegierten Bankguthaben bis zu einem Höchstbetrag von 100'000 Franken pro Einleger und Institut. Der größte Teil der Forderungen ist normalerweise der dritten Konkursklasse zugeordnet.

## Privilegierte Einlagen
Die Privilegierung bedeutet, dass diese Bankguthaben der zweiten Konkursklasse angehören. Bei der Verteilung der verfügbaren Liquidität des konkursiten Institutes ist dies ein großer Vorteil, da die erste und zweite Konkursklasse normalerweise nur einen kleinen Teil der Forderungen gegen die Konkursmasse auf sich vereinen. Der weitaus größte Teil der Forderungen ist normalerweise der dritten Konkursklasse zugeordnet. Die Gläubiger der ersten und zweiten Konkursklasse haben größere Chancen auf eine vollständige Begleichung ihrer Ausstände.

### Privilegiert und gesichert sind
- Guthaben in staatlicher Währung auf Konten, die auf den Namen des Kunden lauten (z. B. Privatkonto, Kontokorrent, Sparkonto, Anlagekonto, Lohnkonto, Postkonto und Nummernkonto).
- Guthaben auf Metallkonten (Gold, Silber, Platin und Palladium), sofern der Kunde ein ausschliessliches oder alternatives vertragliches Recht in Leistung in einer staatlichen Währung hat.
- Kassenobligationen in staatlicher Währung, die im Namen des Inhabers bei der ausgebenden Bank hinterlegt sind.
- Tagesgelder, Festgelder oder Termingelder.

### Nicht gesichert sind
- Guthaben über insgesamt CHF 100'000 pro Kunde und Bank.
- Guthaben, die bei ausländischen Geschäftsstellen der Bank gebucht sind (hier besteht aber eine konkursrechtliche Privilegierung).
- Guthaben auf Freizügigkeits- oder Säule 3a-Konten oder in Freizügigkeits- oder Säule 3a-Depots (hier besteht aber eine konkursrechtliche Privilegierung bzw. Herausgabe).
- Forderungen, die auf einen Inhaber und nicht auf den Namen des Kunden lauten (z. B. Bar-Scheck oder Wechsel).
- Forderungen in Form von Anleihensobligationen oder vergleichbaren Effekten oder Wertrechten.
- Guthaben, die nicht auf eine staatliche Währung lauten (z. B. Kryptowährungsanteile auf Konten oder WIR-Geld).
- Guthaben auf Metallkonten, sofern der Kunde kein vertragliches Recht auf Leistung in staatlicher Währung hat.
- Wertschriften im Wertschriftendepot: Wertschriften (Aktien, Obligationen, Fonds, Zertifikate etc.) im Wertschriftendepot werden von der Bank verwahrt, sind aber Eigentum des Kunden. Im Fall eines Bankenkonkurses werden sie an den Kunden herausgegeben. Allenfalls hat die Bank ein vertragliches Pfand- oder Verrechnungsrecht.
- Kryptowährungsanteile im Kryptowährungsdepot: Kryptowährungsanteile (Bitcoins etc.) werden an den Kunden herausgegeben, sofern sie dem Kunden individuell zugeordnet sind, oder einer Gemeinschaft zugeordnet sind und ersichtlich ist, welcher Anteil am Gemeinschaftsvermögen dem Kunden zusteht. Allenfalls hat die Bank ein vertragliches Pfand- oder Verrechnungsrecht.
- Inhalt von Bankschliessfächern («Banktresor»): Das Eigentum am Inhalt des Bankschliessfaches ist vom Konkurs nicht berührt. Der Inhalt wird im Konkurs an den Inhaber herausgegeben.
- Gelder, die der Bank als Gegenleistung aus einem Vertrag (z. B. Kauf-, Miet- oder Werkverträge) bezahlt werden, sind keine gesicherten Guthaben.
- Begünstigte eines Lebensversicherungsmantels (sog. Insurance Wrapper).
- Ansprüche oder Ersatzforderungen aus Derivaten.
- Gelder bei Anbietern, die keine Bewilligung der Eidgenössischen Finanzmarktaufsicht FINMA als Bank haben.
- Vermögenswerte, die zum Zeitpunkt der Konkurseröffnung der Bank nachrichtenlos sind.

## Gesicherte Einlagen = gesicherte Bankguthaben
Ein großer Teil der privilegierten Bankguthaben ist durch das gesetzlich verankerte Einlagensicherungssystem von esisuisse abgesichert. Sie werden als „privilegiert und gesichert“ bezeichnet. Im Fall eines Konkurses wird zuerst die verbleibende Liquidität zur Finanzierung der Auszahlung verwendet. Reicht das nicht aus, stellt esisuisse innerhalb von 7 Tagen das Geld dem Liquidator für die Auszahlung an die berechtigten Gläubiger (=Bankkunden) zur Verfügung.

## Besondere Merkmale
Das Einlagensicherungssystem der esisuisse besticht durch seine Ausgestaltung. Zentrale Grundsätze sind gesetzlich geregelt, der überwiegende Teil wird allerdings der Selbstregulierung durch die Finanzindustrie überlassen. Die nachfolgenden Aspekte zeigen drei wesentliche Eigenheiten der esisuisse auf:

### Auszahlung aus noch vorhandener Liquidität
Eine entscheidende Eigenheit des schweizerischen Einlegerschutzes ist die vorrangige Auszahlung der verfügbaren liquiden Mittel an die geschützten Einleger. Die noch vorhandenen Gelder des geschlossenen Instituts werden direkt zur Auszahlung der gesicherten Einlagen an die Kunden verwendet. Die Finanzierung der gesicherten Einlagen über esisuisse konnte meist vermieden werden.

### Ex-Ante Sicherung von 50% der Zahlungsverpflichtung der Banken gegenüber esisuisse
Die Mitglieder von esisuisse (alle Banken und kontoführenden Wertpapierhäuser) haben eine maximale Zahlungsverpflichtung gegenüber esisuisse in Höhe von 1,6 % ihrer gesicherten Bankguthaben (rund 8 Milliarden Franken, Stand 31. Dezember 2022). Diese Zahlungsverpflichtung wird ab 1. Januar 2023 zu 50 % durch Hinterlegung von verpfändetem Geld oder Wertschriften abgesichert. Die Banken können Geld bei der Schweizerischen Nationalbank oder hochwertige Wertschriften bei SIX hinterlegen. Kleine Institute (Kat. 4 und 5) können esisuisse auch ein verrechenbares Darlehen auszahlen. Dadurch ist sichergestellt, dass Gelder auch sehr kurzfristig für esisuisse im Entschädigungsfall zur Verfügung stehen.

### 125-%-Regel
Die gesetzlich verankerte 125-%-Regel, wonach geschützte Einlagen mit liquidierbaren Aktiva in der Schweiz im Umfang von 125 % unterlegt werden müssen, ist ein weiteres wesentliches Merkmal des Einlegerschutzsystems. Die Regel sorgt dafür, dass genügend Liquidationsmasse vorhanden ist, um die von der esisuisse an die Einleger ausbezahlten Gelder im Laufe der Liquidation zu kompensieren. Die ausbezahlten gesicherten Einlagen werden dadurch von der Liquidationsmasse im Nachhinein finanziert, so dass bei esisuisse und ihren Mitgliedern kein Verlust entsteht.

## Organisation
Die Organe des Vereins sind die Mitgliederversammlung, der Vorstand, die Revisionsstelle und die Geschäftsleitung.
Der Vorstand wird geführt von Rudolf Sigg (Präsident), die Revisionsstelle ist Ernst & Young und die Geschäftsleitung wird von Gregor Frey (Geschäftsführer) repräsentiert.

## Mitgliedsinstitute
Mitglieder von esisuisse sind alle Banken und kontoführenden Wertpapierhäuser mit Geschäftsstellen in der Schweiz. Die Raiffeisen Schweiz Genossenschaft vertritt die ganze Raiffeisen-Gruppe als ein Mitglied. Institute, die sich in Aufgabe der Geschäftstätigkeit befinden, gelten ebenfalls als Mitglieder der esisuisse. Eine Mitgliedschaft bleibt bis zur Löschung auf der FINMA-Liste «Banken / Wertpapierhäuser in Aufgabe der Geschäftstätigkeit» gültig.

## Internationale Vernetzung
esisuisse ist bei Einlagensicherungs-Gremien Europas sowie weltweit vertreten. Im European Forum of Deposit Insurers (EFDI) sowie in der International Association of Deposit Insurers (IADI) ist esisuisse Mitglied.